# 컴플리트 언노운
《컴플리트 언노운》(영어: A Complete Unknown)은 2024년 개봉한 미국의 서사, 전기, 뮤지컬 드라마 영화이다. 제임스 맨골드가 감독과 공동각본을 맡았으며, 음악가 밥 딜런의 삶을 다룬 작품이다. 배우 티모시 샬라메가 밥 딜런 역을 맡았다.

## 출연진
- 티모시 샬라메 - 밥 딜런 역
- 모니카 바바로 - 존 바에즈 역
- 엘 패닝 - 실비 루소 역
- 에드워드 노턴 - 피트 시거 역
- 보이드 홀브룩 - 조니 캐시 역
- 닉 오퍼먼 - 앨런 로맥스 역
- P. J. 번 - 해럴드 레번솔 역
- 스쿠트 맥네리
- 댄 포글러
- 윌 해리슨
- 찰리 타한
- 일라이 브라운